# Schumann Bah
Pour les articles homonymes, voir Bah.
Almamy Schumann Bah, né le 24 août 1974 à Léhon, est un footballeur international guinéen. Il évolue au poste de défenseur.

## Biographie
Schumann Bah est originaire de la ville d'Argenteuil, né d'un père guinéen et d'une mère française.
Il joue notamment en faveur du Mans Union Club 72, de La Berrichonne de Châteauroux, et du FC Metz. Il dispute 20 matchs en Ligue 1 sous les couleurs du FC Metz.
International guinéen (60 sélections), il participe à la Coupe d'Afrique des nations 2004 avec la Guinée.

## Carrière
- Cosmopolitan Club Taverny (formation)
- 1997-1998 :  Le Mans Union Club 72 (30 matchs en Ligue 2)
- 1998- déc. 2000 :  LB Châteauroux (51 matchs et 1 but en Ligue 2)
- déc. 2000- janv. 2004 :  FC Metz (20 matchs et 1 but en Ligue 1, 27 matchs et 3 buts en Ligue 2)
- janv. 2004-2004 :  Neuchâtel Xamax (Super League)
- 2004-2005 :  Malatyaspor (15 matchs et 3 buts en Süper Lig)
- 2005-2006 :  Clermont Foot (9 matchs en Ligue 2)
- 2006-2007 :  AS Cannes (29 matchs et 1 but en National)[1],[2]